# Nat Geo Music
Nat Geo Music – anglojęzyczna muzyczna stacja telewizyjna istniejąca w latach 2007–2011.
Stacja należąca do Fox International Channels rozpoczęła nadawanie w październiku 2007 roku we Włoszech. Emitowała teledyski z muzyką świata. Zakończyła nadawanie 2 listopada 2011 roku.
W Polsce dostępna była od listopada 2008 do 31 sierpnia 2011 roku w niektórych sieciach kablowych. Została wycofana z powodu niskiej oglądalności i ograniczonej dystrybucji.